# Costonia
Genre
Espèces de rang inférieur
- † C. elegans Dean, 1960[2]
- † C. ultima Bancroft, 1949

Costonia est un genre fossile de trilobites de l'ordre des Asaphida, de la super-famille des Trinucleoidea et de la famille des Trinucleidae. L'espèce C. elegans provient du sud du Shropshire, en Angleterre.